# Stefan Beiter

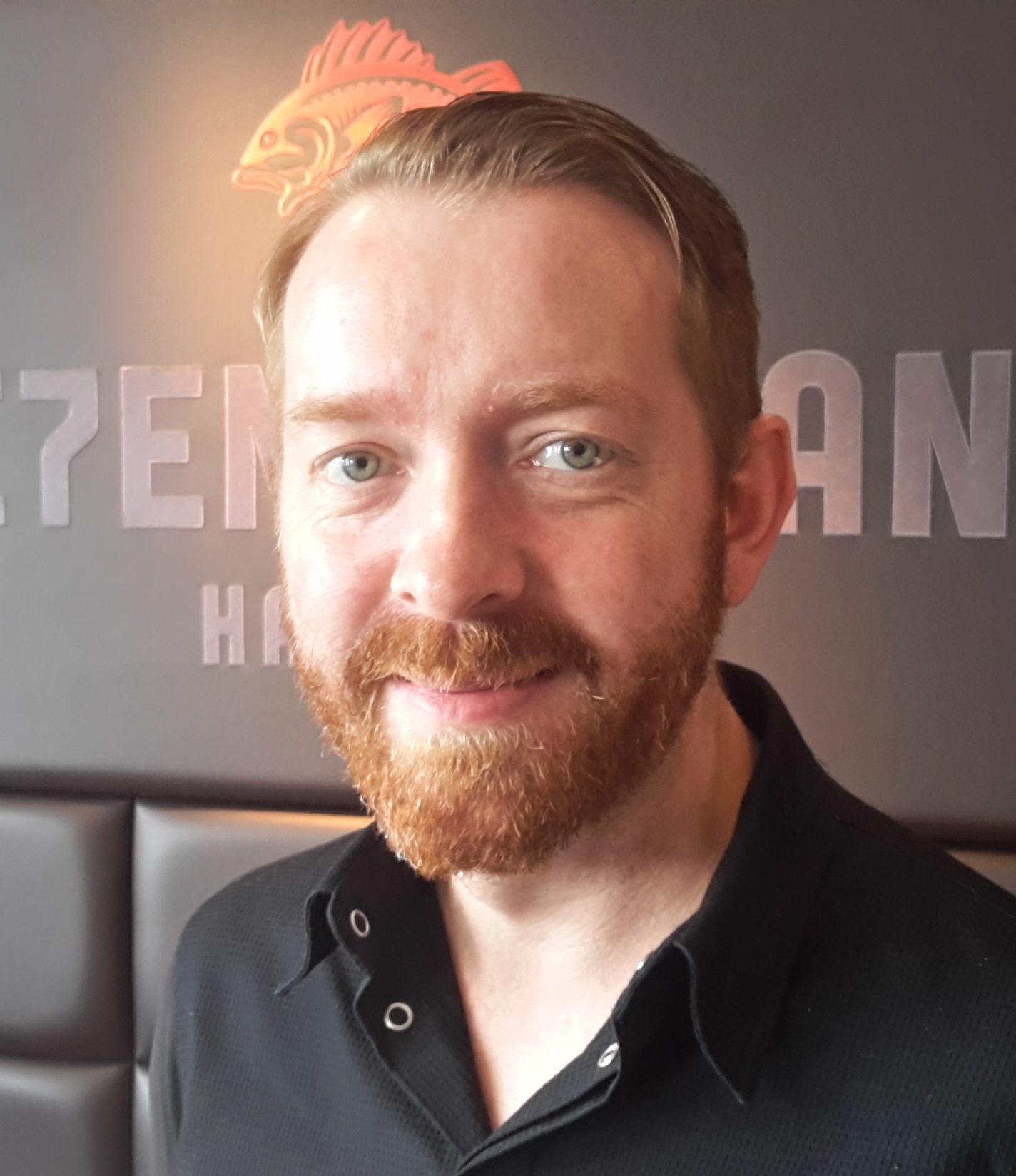
Stefan Beiter, 2019

Stefan Beiter (* 17. August 1979 in Tübingen) ist ein deutscher Koch.

## Werdegang
Nach der Ausbildung wechselte Beiter zum Restaurant Webers Gourmet im Turm im Stuttgarter Fernsehturm, dann zur Speisemeisterei in Stuttgart (zwei Michelinsterne), wo er bei Martin Öxle Souschef war. 2007 wechselte er zum Restaurant Kastell in der Burg Wernberg in Wernberg-Köblitz bei Christian Jürgens (zwei Michelinsterne), mit dem er 2008 zum Gourmetrestaurant Überfahrt im Seehotel Überfahrt in Rottach-Egern ging.
2009 wurde Beiter Küchenchef im Restaurant Esszimmer im Hotel Goldene Traube in Coburg, das ab 2010 mit einem Michelinstern ausgezeichnet wurde.
Von April 2014 war er Geschäftsführer und Küchenchef in der Alten Post in Nagold. Im September 2018 musste Beiter den Betrieb aufgrund Personalmangels einstellen.
Seit Juli 2019 wurde er Küchenchef im Gourmet-Restaurant Se7en Oceans in der Europa Passage in Hamburg, das auch unter ihm mit einem Michelinstern ausgezeichnet wurde. Im Dezember 2020 musste das Restaurant nach einem Wasserschaden geschlossen werden.

## Auszeichnungen
- 2010: Ein Michelinstern für das Restaurant Esszimmer in Coburg
- 2017: Ein Michelinstern für das Restaurant Alten Post in Nagold